# Pygidimyia rufolateralis
Pygidimyia rufolateralis là một loài ruồi trong họ Tachinidae.